# Gare d'Allassac
La gare d'Allassac est une gare ferroviaire française de la ligne des Aubrais - Orléans à Montauban-Ville-Bourbon, située sur le territoire de la commune d'Allassac, dans le département de la Corrèze, en région Nouvelle-Aquitaine.
C'est une gare de la Société nationale des chemins de fer français (SNCF) desservie par les trains du réseau TER Nouvelle-Aquitaine.

## Situation ferroviaire

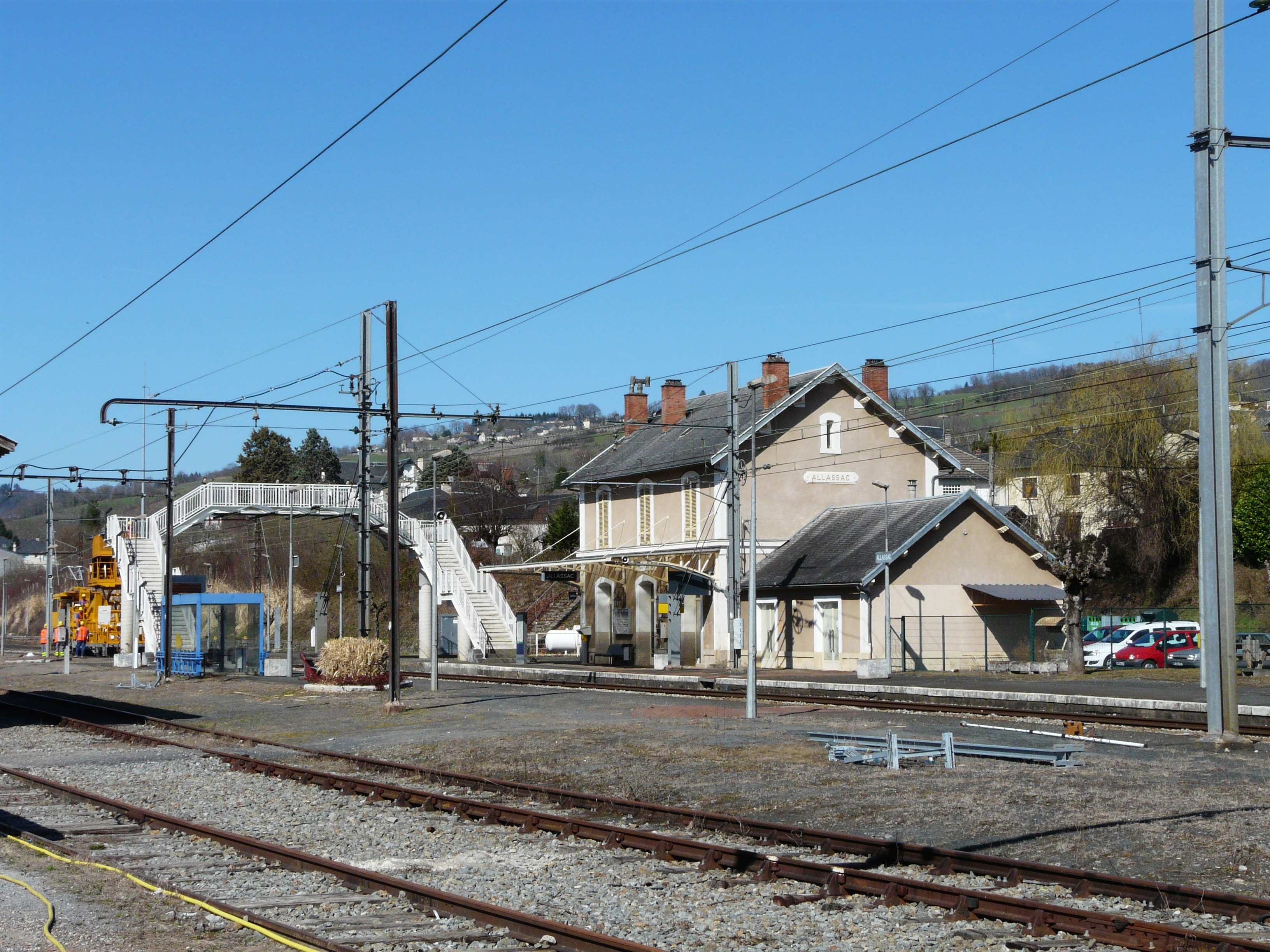
Les quais et voies de la gare.

Établie à 160 mètres d'altitude, la gare d'Allassac est située au point kilométrique (PK) 483,497 de la ligne des Aubrais - Orléans à Montauban-Ville-Bourbon, entre les gares ouvertes de Vigeois et de Brive-la-Gaillarde. En direction de Vigeois, s'intercale la gare fermée d'Estivaux, et en direction de Brive-la-Gaillarde, s'intercalent les gares fermées de Donzenac et d'Ussac.
La gare comporte deux quais : le quai 1 d'une longueur utile de 450 m et le quai 2 d'une longueur utile de 445 m.

## Fréquentation
Selon les estimations de la SNCF, la fréquentation annuelle de la gare figure dans le tableau ci-dessous.
| Année               | 2015   | 2016   | 2017   | 2018   | 2019   | 2020   | 2021   | 2022   | 2023   |
| ------------------- | ------ | ------ | ------ | ------ | ------ | ------ | ------ | ------ | ------ |
| Nombre de voyageurs | 16 854 | 14 697 | 16 670 | 18 504 | 23 411 | 15 856 | 17 797 | 23 681 | 35 310 |

## Service des voyageurs

### Accueil
Gare SNCF, elle dispose d'un bâtiment voyageurs, avec guichet et salle d'attente, ouvert uniquement le vendredi et fermé les autres jours. Elle est équipée d'automates pour l'achat de titres de transport TER. Sur les quais il y a des abris avec sièges.
Une passerelle permet la traversée des voies et le passage d'un quai à l'autre.

### Dessertes
Allassac est desservie par des trains du réseau TER Nouvelle-Aquitaine de la relation Limoges-Bénédictins - Brive-la-Gaillarde.

### Intermodalité
Un parc pour les vélos et un parking pour les véhicules y sont aménagés.